# 郡山ブラック

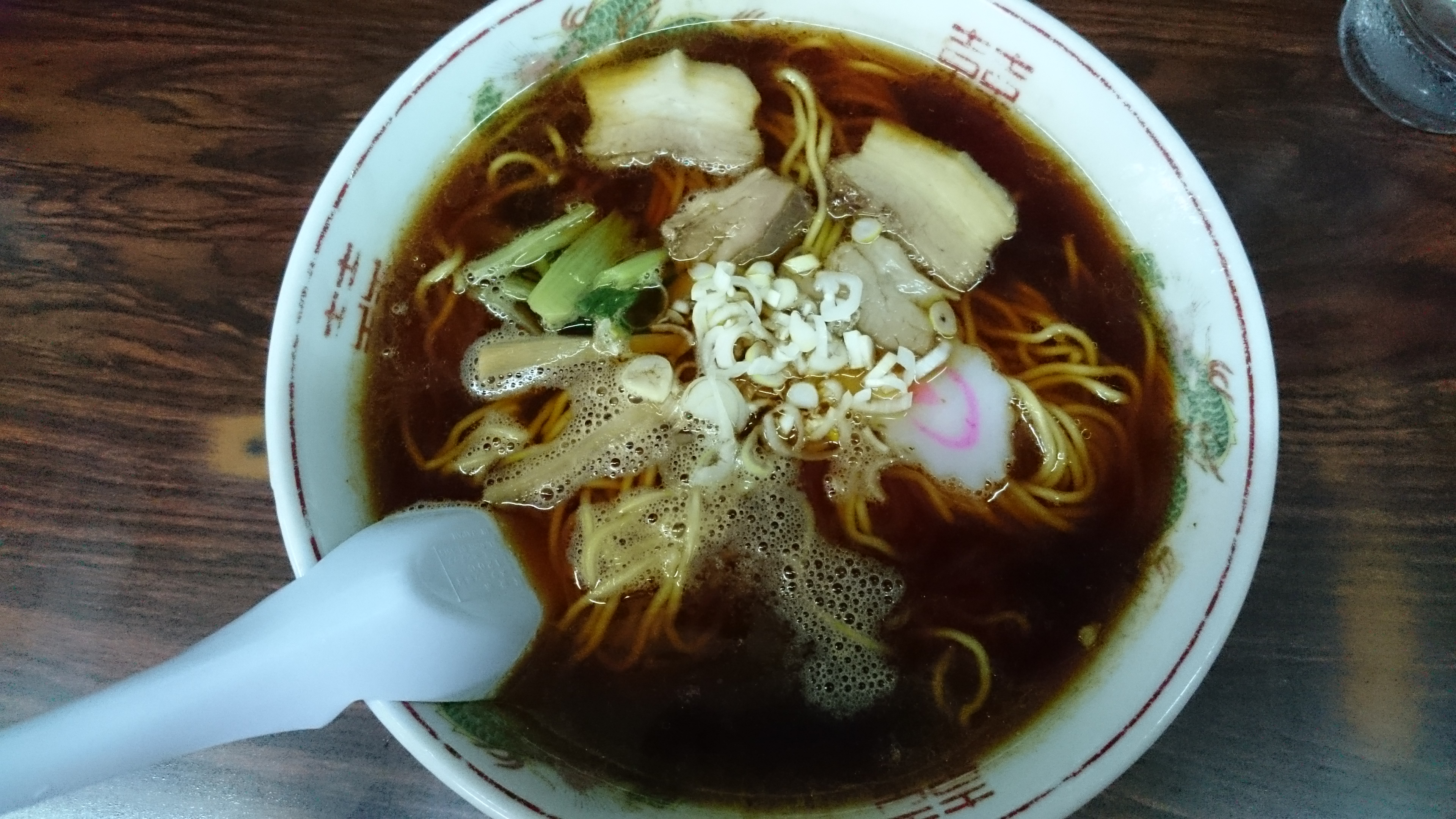
郡山ブラック

郡山ブラック（こおりやまブラック）は、福島県郡山市で提供されているラーメン（ご当地ラーメン）である。

## 概要
同じ福島県内の喜多方ラーメンや白河ラーメンと同様、醤油ベースのラーメンではあるが、両者のスープがいずれも澄んだ薄い色合いであるのに対し、醤油の色が濃く、スープが黒いのが大きな特徴となっている。黒いスープの見た目と違ってまろやかな味と評され、福島県中通りに古くから根付いている。
郡山市のパンフレットでは、しょうや、麺屋 信成、トクちゃんらーめん 本店、ますや本店 台新店、墨屋の5店が紹介されている。
お土産用としては、ますや本店のラーメンがあらい屋製麺所より商品化され、ますや本店や市内のスーパーマーケットなどで販売されている他、通信販売も行なわれている。

## 歴史

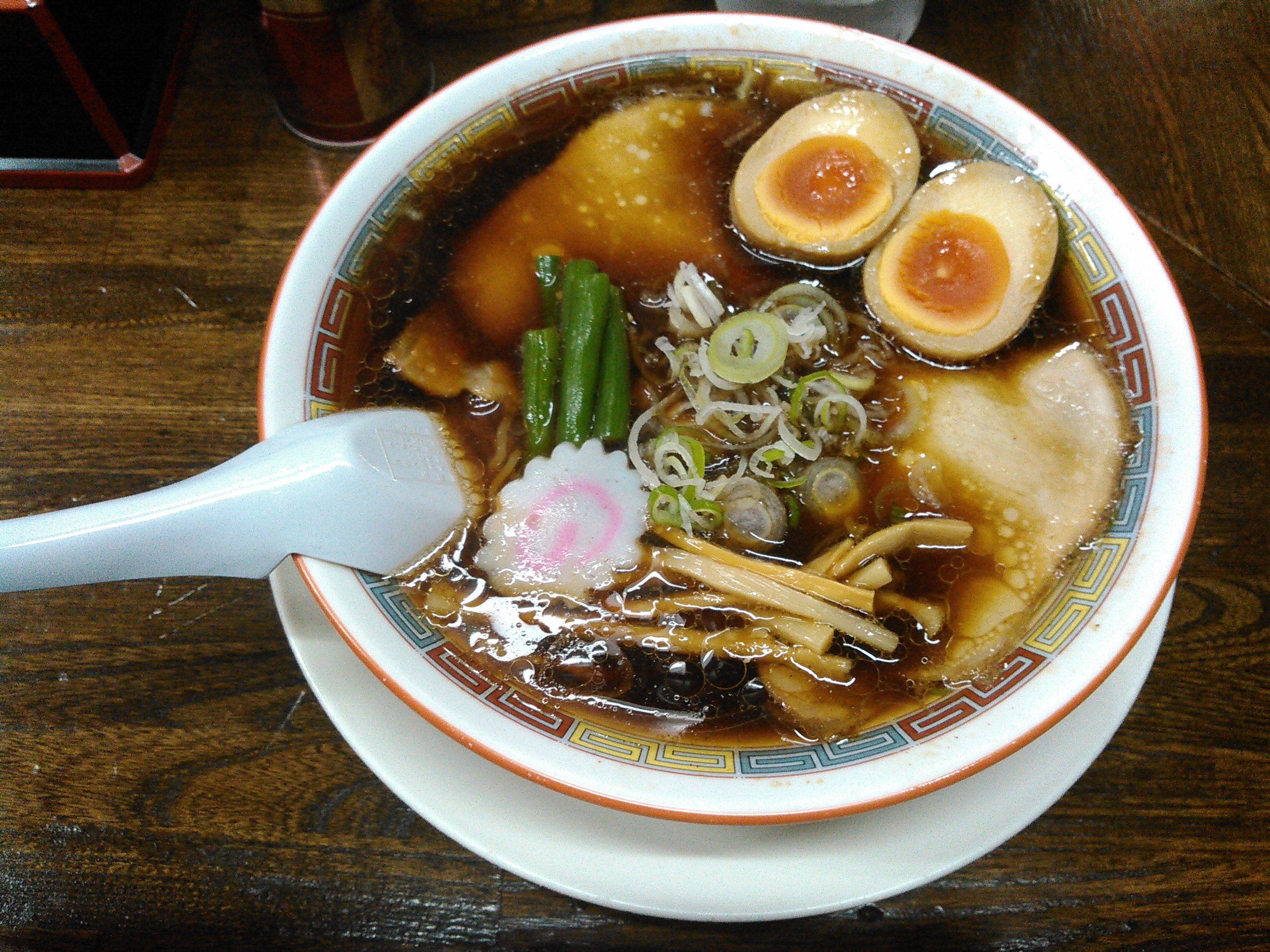
郡山ブラック

明治時代に郡山駅前で創業し、かつて存在していた「ますや食堂」の醤油ラーメンが元祖と言われており、その味をベースとして市内のラーメン店へと広がっている。人口当たりのラーメン店舗数が全国トップクラスの激戦区でもある郡山市で長く愛されているラーメンだが、黒い独特のスープがテレビなどを通じ「郡山ブラック」として紹介されたことで、認知度が高まり注目されるようになった。
元祖と言われる前述のますや食堂は閉店したが、その後、名前は親族によって受け継がれ、ますや分店、ますや本店が開店した。
以前は雑誌や個人のブログなどで紹介されるだけで、市の公式なパンフレットへの掲載は皆無であったが、知名度が上がったことにより、2010年頃からは市の公式なパンフレットでも紹介されるようになった。
2024年3月に文化庁の100年フード「近代の100年フード部門」に認定された。
また、これに便乗して大手ラーメンチェーン幸楽苑が2024年以降繰り返し期間限定で中部地方・関東地方・東北地方の全店舗において「郡山ブラック」を販売している。